# Josep Pons i Gasch
Josep Pons i Gasch (?, 1820 – Puigcerdà, 1881) fou l'alcalde de Puigcerdà durant el setge carlí dels dies 10 i 11 d'abril de 1873.